# Leander Ikonen
Karl Leander Ikonen, född 14 oktober 1860 i Jorois, död 27 april 1918 i Viborg, var en finländsk arkitekt, rektor för Viborg industriskola och lantdagsrepresentant för finska partiet samt ordförande för Karelska nationalförbundet (Karjalan Kansalaisliitto). Han var far till Lauri Ikonen och Hertta Weissman.
Leander Ikonen var son till brevbäraren Olof Fredrik Ikonen och Anna Elisabet Vilenius. Han genomgick Kuopio realskola och utexaminerades som arkitekt 1883. 1883-1886 var han verksam som offentliga byggnaders överstyrelses e.o. arkitekt. Han verkade även som arkitekt i Kuopio och Viborg samt prokurist för firman A. Viklund 1901-1912 och VD för Rakennus Oy Kimmo 1903-1918.
På 1890-talet verkade han som redaktör för Savo-Karjala och Wiipuri. Under russificeringen tvingades han avgå på grund av sina obekväma åsikter om Finlands autonomi 1900. 
Leander Ikonen var representant för finska partiet i lantdagen för Viborgs läns västra valdistrikt. Han var även stadsfullmäktige i Viborg.
Under finska inbördeskriget fängslades han av de röda den 31 januari 1918 och sköts senare i en massaker på länsfängelset tillsammans med 30 andra fångar.

## Bildgalleri

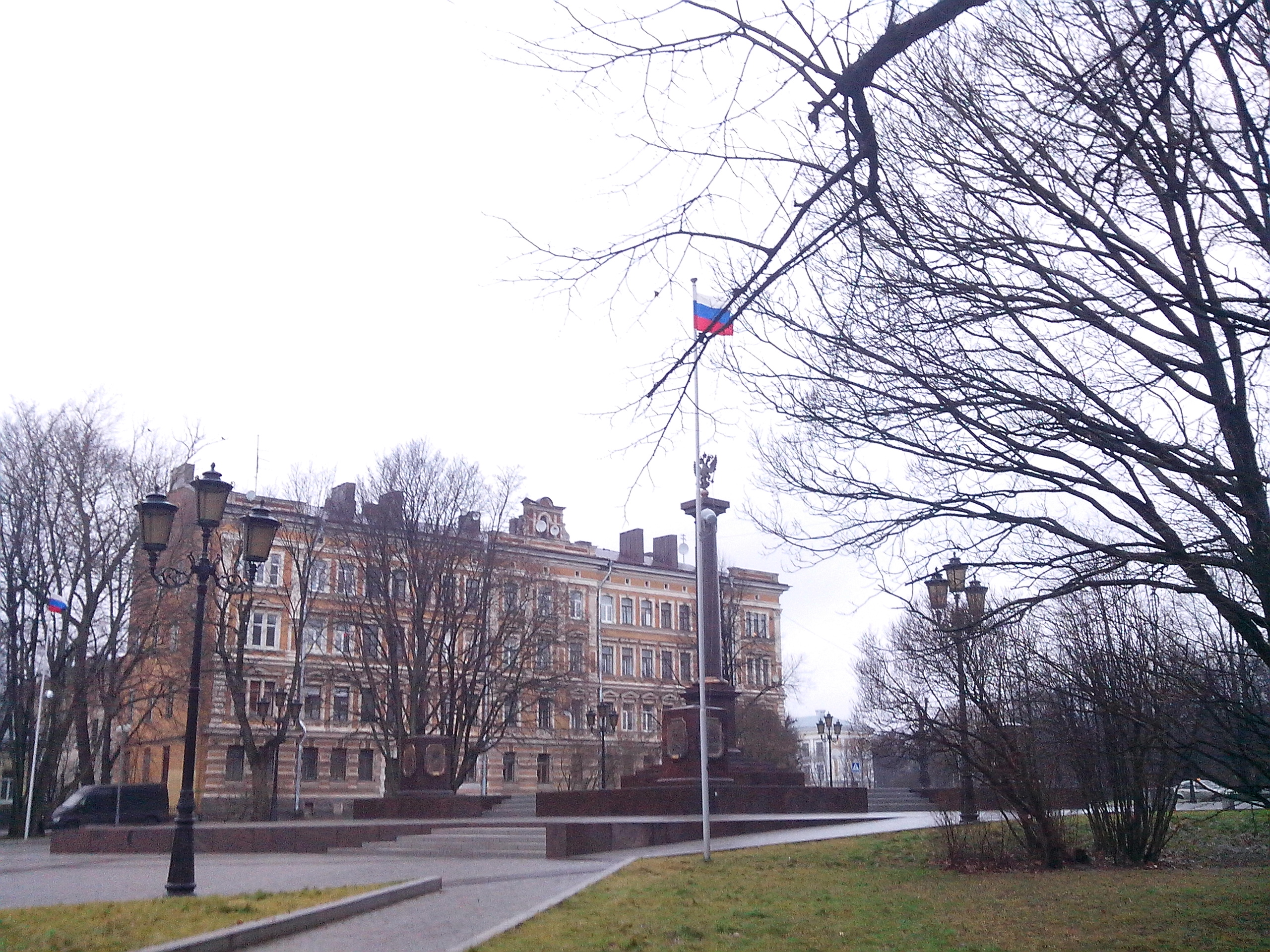
Bostadshus i Viborg, 1891
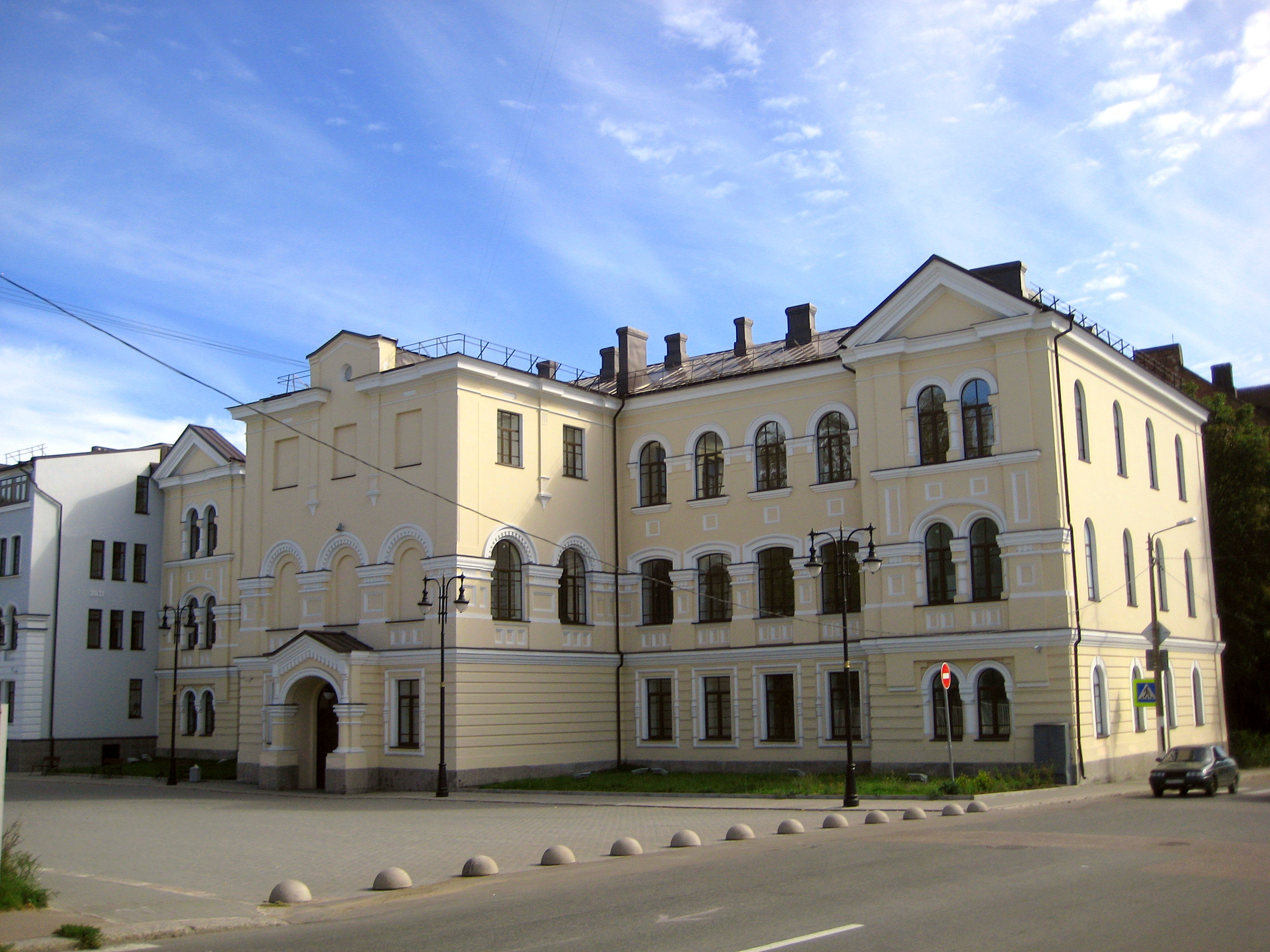
Tidigare grundskola i Viborg, 1896
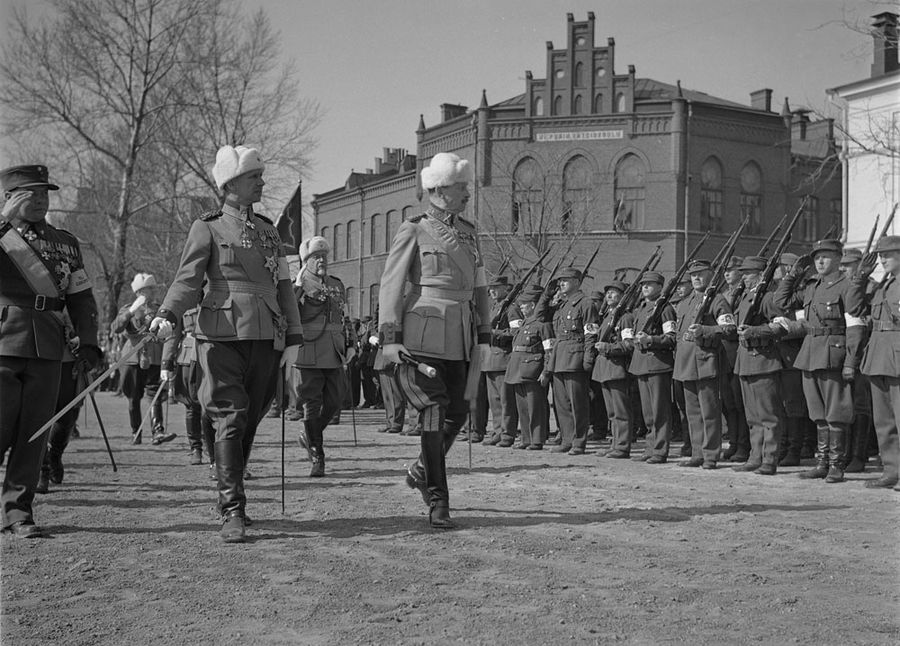
Tidigare finska samskolan i Viborg, 1903